# 골렘

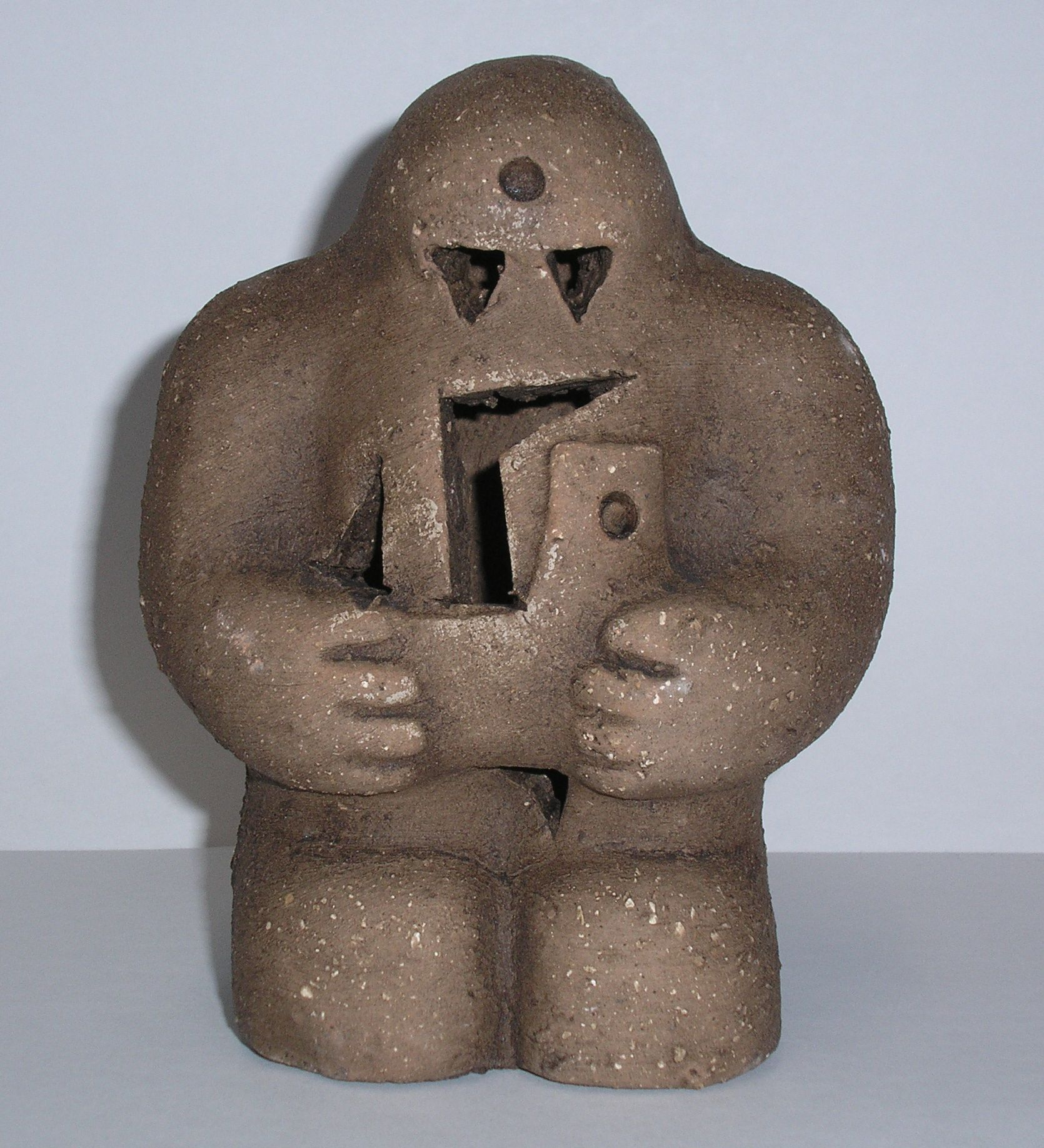
프라하에서 전해 내려오는 골렘의 형상

골렘(히브리어: גולם, 영어: golem)은 유대 민속에서 등장하는 사람의 형상을 한 움직이는 존재로, 어떠한 물체를 매개로 마법을 사용해 창조한다. 또한 시편이나 중세의 서사시에서는 돌이나 진흙 등 무정형의 물체를 일컫는 용어로 사용되기도 했다.
골렘과 관련된 설화 중 유명한 것으로 16세기에 프라하에서 거주했던 랍비인 유다 뢰브 벤 베자렐(랍비 로위)이 창조한 골렘 설화가 있으며, 교육심리학 용어인 골렘 효과의 어원의 유래가 되었다.

## 어원
성경의 시편 139편 16절에 골렘과 관련된 용어가 사용된 기록이 있으며, 갈미(히브리어: גלמי, '나의 골렘'이라는 뜻)라는 용어가 '내 형질이 이루어지기 전'이라는 용례로 사용되었다. 또한 미슈나의 피르케이 아보트 5장 7절에서도 '형질이 이루어지지 않은 사람'이라는 용례로 사용되었다.
현대 히브리어에서는 그 뜻이 넓어져 골렘은 구어로 '번데기, 백치, 멍청이'라는 뜻으로 쓰이기도 한다.

## 같이 보기
- 인공지능
- 호문쿨루스
- 피노키오
- 프로메테우스
- 피그말리온
- 토템
- 좀비